# Skegrie kyrka
Skegrie kyrka är en kyrkobyggnad i Skegrie ungefär 8  kilometer nordväst om Trelleborg. Den tillhör Hammarlövs församling i Lunds stift.

## Kyrkobyggnaden
Kyrkan uppfördes i slutet av 1100-talet. Det som återstår från 1100-talet är koret och delar av långhuset. År 1844 gjordes en omfattande ombyggnad av Carl Georg Brunius då bland annat västtornet tillkom. År 1871 gjordes ytterligare förändringar.

## Inventarier
Nattvardskalken är i förgyllt silver och från 1500-talets början. Predikstolen kom till år 1611. Dopfunten är i ek och tillverkad 1661. I kyrkan finns även tennljusstakar från 1600-talets början.

### Orgel
- 1857 byggde Johan Lambert Larsson, Ystad en orgel med 6 stämmor.
- 1922 byggde Olof Hammarberg, Göteborg en orgel med 13 stämmor.
- Den nuvarande orgeln byggdes 1982 av Frederiksborgs Orgelbyggeri, Hilleröd, Danmark och är en mekanisk orgel.

| Huvudverk I   | Svällverk II      | Pedal      | Koppel |
| Spetsflöjt 8' | Gedackt 8´        | Subbas 16´ | I/P    |
| Principal 4'  | Koppelflöjt 4'    | Gedackt 8' | II/P   |
| Waldflöjt 2'  | Principal 2'      |            | II/I   |
| Mixture III   | Sivflöjt 1 1/3'   |            |        |
|               | Crescendosvällare |            |        |